# Teodor (pedagog de Constantí Porfirogènit)
Teodor Pedagog de Constantí Porfirogènit (Theodorus Constantini Porphyrogeneti Pedagogus) fou tutor de l'emperador Constantí VII Porfirogènit i durant la seva minoria va gaudir de considerable influència a palau (abans del 912).
Quan Lleó Focas i el seu cunyat Constantí van voler deposar el jove emperador i proclamar Lleó, Teodor va avortar l'intent i va cridar en ajut al general Romà, que el 912 fou col·lega de Constantí Porfirogènit al tron. Llavors Teodor i el seu germà Simeó foren desterrats al tema d'Opsícion, a la part asiàtica del Bòsfor.
Lambeci diu que va escriure cinc Λογοι, Orationes que es conserven a la biblioteca imperial a Viena.